# U 600 (Kriegsmarine)
De U 600 was een Duitse type VIIC U-boot van de Kriegsmarine tijdens de Tweede Wereldoorlog. Hij stond onder bevel van korvetkapitein Bernhard Zurmühlen. Hij nam deel aan de succesvolle aanval tegen het konvooi HX-229 vanaf 16 tot 20 maart 1943.

## Geschiedenis
17 maart 1943 - De U 600 lanceerde torpedo's uit alle vijf torpedobuizen, vier boegbuizen en één hekbuis aan stuurboordzijde van het konvooi HX-229. De eerste trof het Britse stoomvrachtschip Nariva, twee troffen het Amerikaanse vrachtschip Irénée Du Pont en een vierde trof de walvisvaarder Southern Princess. Daarna trok de U 600 onopgemerkt uit het strijdgebied om zijn vijf torpedobuizen te herladen. 

## GebeurtenisU 600
16 juni 1943 - Een Brits vliegtuig H van de RAF van Squadron 547 viel de U 600 aan en doodde Matrozengefreiter (korporaal) George Laub met zijn boordmitrailleurs. De U-bootkanonniers schoten het vliegtuig uit de lucht. De boot was fel beschadigd en keerde terug naar La Pallice in Frankrijk.

## Ondergang
De U 600 werd op 25 november 1943 in het noorden van de Atlantische Oceaan tot zinken gebracht, ten noorden van Ponta Delgada, in positie 40° 31′ 0″ NB, 22° 7′ 0″ WL door dieptebommen van de Britse fregatten HMS Bazely en HMS Blackwood. Hierbij kwamen de 54 bemanningsleden en hun commandant Bernhard Zurmühlen om.